# Cryphia tenerifensis
Cryphia tenerifensis är en fjärilsart som beskrevs av Rudolf Pinker 1969. Cryphia tenerifensis ingår i släktet Cryphia och familjen nattflyn. Inga underarter finns listade i Catalogue of Life.